# Aedes dahuricus
Aedes dahuricus är en tvåvingeart som beskrevs av Sergei N. Danilov 1987. Aedes dahuricus ingår i släktet Aedes och familjen stickmyggor. Inga underarter finns listade i Catalogue of Life.